# Parvis Notre-Dame - place Jean-Paul-II

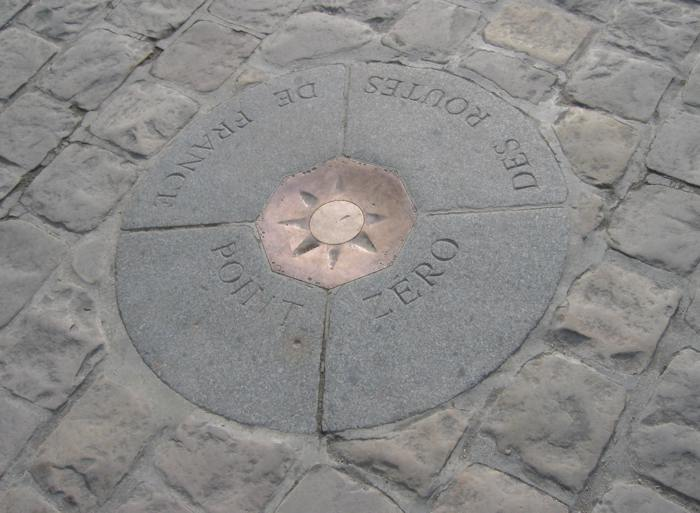
Il Point zéro

La piazza di Notre-Dame (in francese place de Notre-Dame) è una piazza di Parigi, situata sull'Île de la Cité, nel cuore della città.
Dal 3 settembre 2006 la piazza del sagrato è stata dedicata a Papa Giovanni Paolo II e rinominata «parvis Notre-Dame - place Jean Paul II».
Monumenti e musei che si affacciano su di essa sono:
- La cattedrale di Notre-Dame, una delle più famose di Parigi;
- L'Hôtel-Dieu, antico ospedale;
- Le Crypte archéologique, museo in cui sono conservati i resti degli edifici Romani.

Al centro della piazza c'è il Point zéro, punto da cui si misurano tutte le distanze riferite a Parigi.